# Juraschutzzone

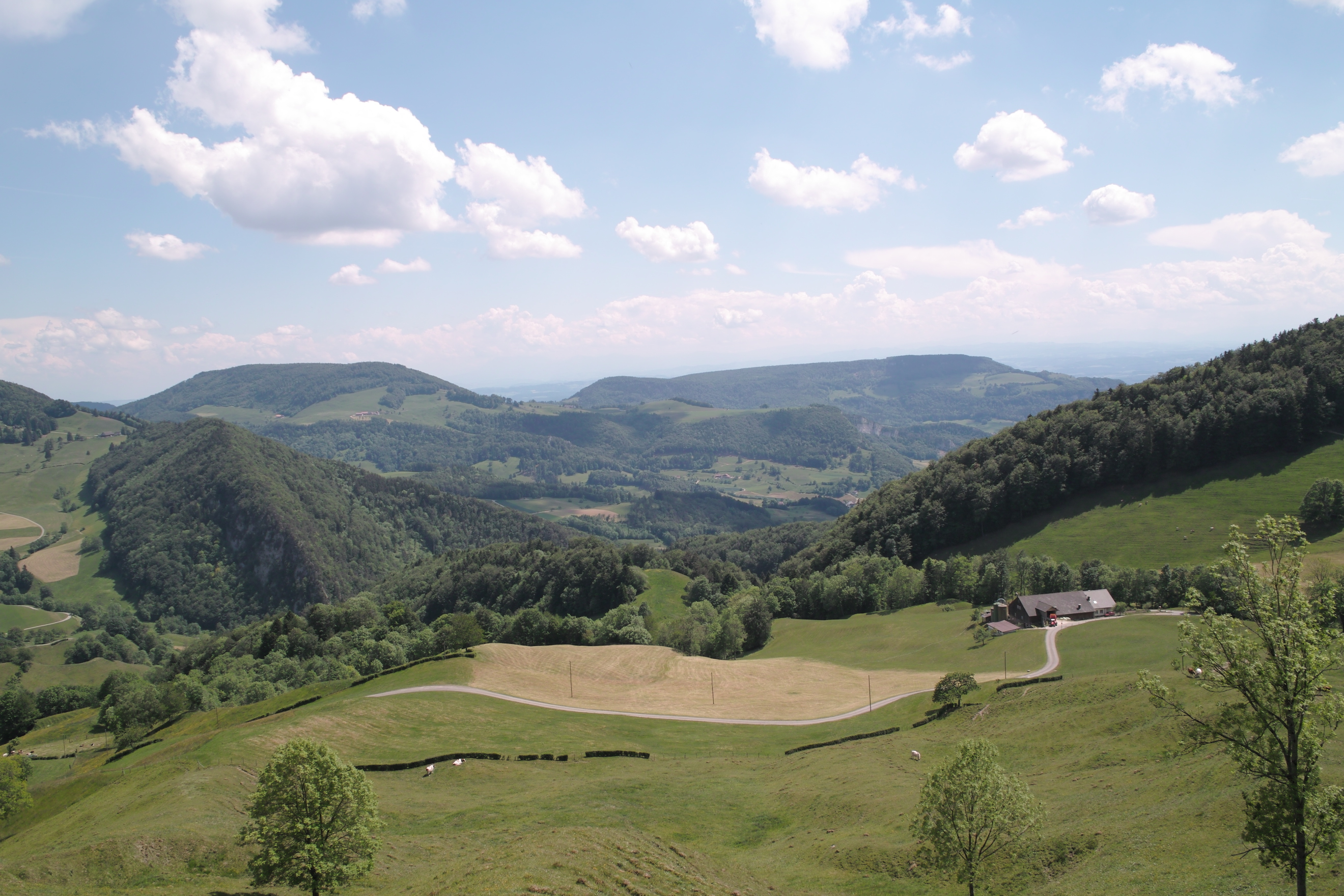
Solothurner Jura, Gemeinde Mümliswil-Ramiswil

Die Juraschutzzone besteht nach der Verordnung über den Natur- und Heimatschutz des Kantons Solothurn in der Schweiz aus den solothurnischen Teilen des Juragebirges (Solothurner Jura) im engeren Sinne, den bei Olten gelegenen Gebieten des Engelbergs und des Borns sowie aus dem Bucheggberg, die darin als «Gebiete von besonderer Schönheit und Eigenart» bezeichnet werden.
Die Juraschutzzone wurde 1942 durch einen Beschluss des Regierungsrates zum «Schutz des Jura gegen die Verbauung mit verunstaltenden Bauten» geschaffen und war damit «eine der ersten raumplanerischen Massnahmen in der Schweiz». Die in der Zone gelegenen Gebiete konnten seither vor der Zersiedlung geschützt werden.
Die Verordnung schreibt unter anderem vor, dass sich Bauten in der Juraschutzzone «gut in die Umgebung einfügen und das Orts- und Landschaftsbild nicht beeinträchtigen» sollen.
Der Regionale Naturpark Thal liegt in der Juraschutzzone.